# 마틴스 세스크스
마틴스 세스크스(Mārtiņš Sesks, 1999년 9월 18일 ~ )는 라트비아의 랠리 자동차 경주 선수이다. 2019년 주니어 WRC 챔피언십 2위를 달성했으며 2023년 유럽 랠리 챔피언십에서 헤이든 패든에 이은 2위를 달성했다. 2024년 M-스포츠 포드 월드 랠리 팀 소속으로 월드 랠리 챔피언십 랠리1에 데뷔했다.